# Число Данбара
Число Да́нбара — ограничение на количество постоянных социальных связей, которые человек может поддерживать.
Поддержание таких связей предполагает знание отличительных черт конкретного индивида, связь с которым необходимо поддерживать, его характера, а также социального положения, что требует наличия определённых мыслительных способностей и затраты значительных интеллектуальных ресурсов. По разным оценкам число Данбара в человеческих сообществах лежит в диапазоне от 100 до 230, чаще всего условно принимается равным 150.
Названо в честь английского антрополога Робина Данбара, который и предложил это число.

## Теория Данбара

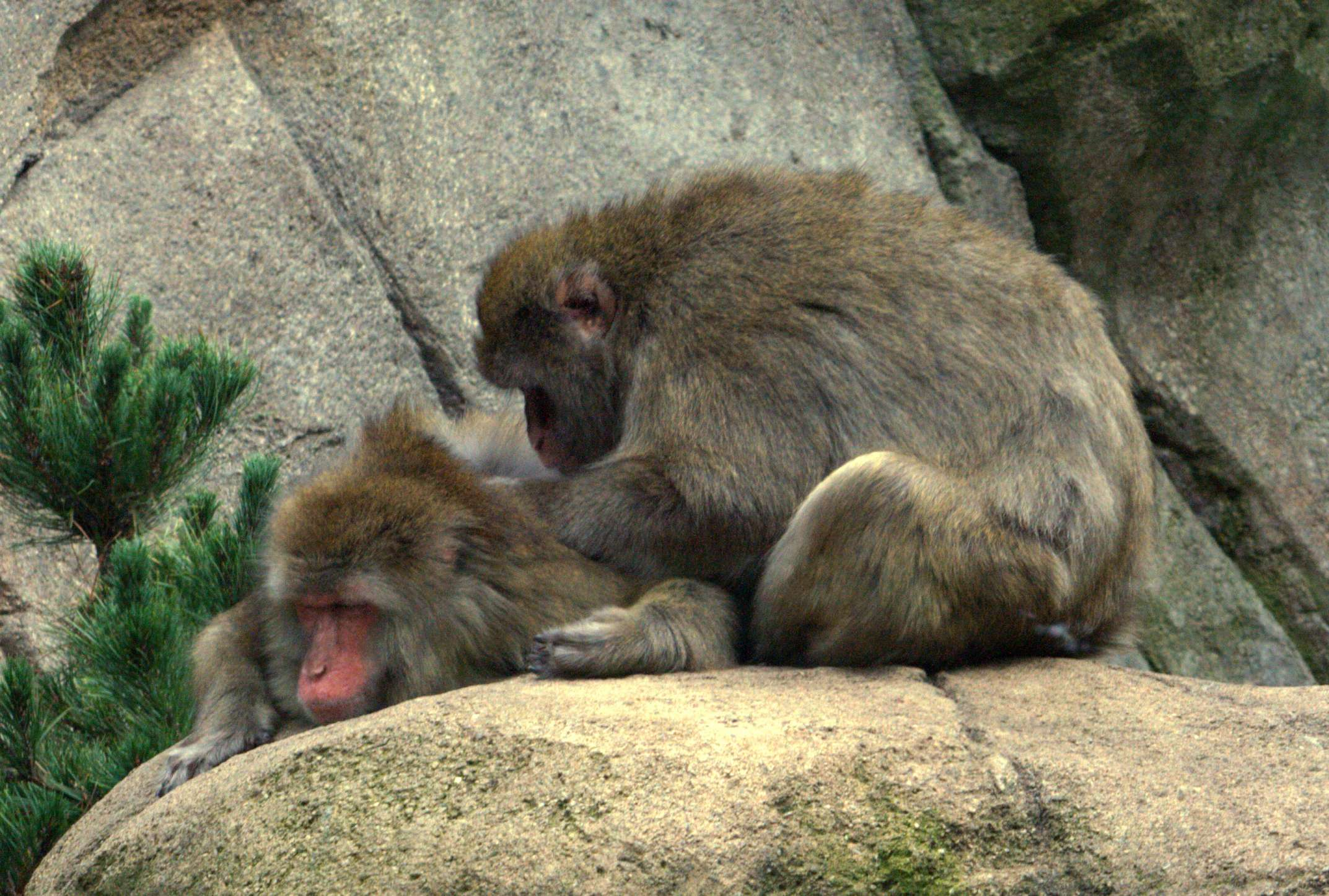
Это невинное занятие для обезьян — хороший способ наладить отношения

Стадные приматы отличаются сложным общественным поведением — активно строят отношения с другими членами стаи, обычно с помощью груминга. Данбар заметил зависимость между уровнем развития новой коры больших полушарий головного мозга и размером стаи у приматов. На основании данных по 38 родам приматов он вывел математическую зависимость между развитием неокортекса и размером стаи, и, основываясь на оценке развития человеческого мозга, предложил оценку оптимального размера человеческого стада.
Для проверки своей теории Данбар обратился к данным антропологии. Средние размеры деревень традиционных поселений колеблются в предположенных им пределах. Кроме того, размеры неолитических поселений составляют до 200 человек.

## Применение в современном мире
Число Данбара стало представлять интерес для антропологии, эволюционной психологии, статистики и управления бизнесом. Например, разработчики социального программного обеспечения заинтересованы в этом, поскольку им необходимо знать размер социальных сетей, которые их программное обеспечение должно учитывать; и в современной военной науке оперативные психологи ищут такие данные, чтобы поддержать или опровергнуть политику, связанную с поддержанием или улучшением сплоченности подразделений и морального духа. Недавнее исследование показало, что число Данбара применимо к онлайновым социальным сетям и коммуникационным сетям (мобильным телефонам). Участники Европейской карьерно-ориентированной онлайн-социальной сети XING, имеющие около 157 контактов, сообщили о самом высоком количестве результативных предложений работы, что также поддерживает число Данбара около 150.

## Популяризаторы
- Малкольм Гладуэлл обсуждает число Данбара в своей популярной книге 2000 года «Переломный момент». Гладуэлл описывает компанию W. L. Gore and Associates, ныне известную под брендом Gore-Tex. Методом проб и ошибок руководство компании обнаружило, что если более 150 сотрудников работают вместе в одном здании, то могут возникнуть различные социальные проблемы. Компания начала строить здания компании с лимитом в 150 сотрудников и только 150 парковочных мест. Когда парковочные места будут заполнены, компания построит еще одно здание на 150 сотрудников. Иногда эти здания располагались на небольшом расстоянии друг от друга. Компания также известна своей открытой распределенной структурой компании.